# Fredersdorf-Vogelsdorf
Fredersdorf-Vogelsdorf es un municipio situado en el distrito de Märkisch-Oderland, en el estado federado de Brandeburgo (Alemania), a una altura de 50 metros. Su población a finales de 2016 era de 13 500 habs. y su densidad poblacional, 800 hab/km².